# Ningning
Ninh Nghệ Trác (giản thể: 宁艺卓; phồn thể: 寧奕卓; bính âm: Níng Yìzhuó; tiếng Hàn: 닝이줘; sinh ngày 23 tháng 10 năm 2002), thường được biết đến với nghệ danh Ningning (tiếng Hàn: 닝닝), là một nữ ca sĩ người Trung Quốc. Cô được biết đến là thành viên của nhóm nhạc nữ Hàn Quốc aespa do SM Entertainment thành lập và quản lý.

## Tiểu sử
Ningning sinh ra ở Cáp Nhĩ Tân, Trung Quốc. Cô đã thực tập 4 năm trước khi được SM cho ra mắt với tư cách là 1 trong 4 thành viên nhóm nhạc nữ aespa. Cô gây ấn tượng với gương mặt xinh xắn như búp bê, giọng hát trong trẻo nhưng đầy nội lực. Bên cạnh tài năng ca hát, Ningning còn có tài đánh dương cầm điêu luyện.
Khi còn nhỏ, Ningning đã từng tham gia nhiều chương trình ca hát khác nhau ở quê nhà Trung Quốc và trong đó có chương trình Got Talent mùa 2 vào tháng 3 năm 2011 và China's New Sound Generation vào tháng 7 năm 2015. Trong chương trình Harbin Silver Valley Fuxing Concert, cô nàng đã biểu diễn ca khúc "Rolling in the Deep" của Adele và được nhân viên SM để mắt đến. Đây cũng chính là cơ duyên đưa Ningning đến với Kpop.

## Sự nghiệp

### Năm 2016: Ra mắt với SM Rookies
Ngày 19/09/2016, Ningning được công ty giới thiệu là thành viên của SM Rookies. Đây là một dự án đào tạo thực tập sinh trước khi ra mắt và do SM Entertainment thành lập. Là một phần của nhóm trước khi ra mắt, cô đã xuất hiện trong phân đoạn "Rookies Princess: Who's the Best?" của chương trình My SMT vào năm 2016 cũng như đã thu âm một số bài hát cover cho chương trình hoạt hình Shining Star vào năm 2017.

### Năm 2020: Ra mắt nhóm nhạc aespa
Ngày 17 tháng 11 năm 2020 Ningning đã ra mắt cùng aespa với đĩa đơn đầu tay "Black Mamba".
Ngày 5 tháng 2 năm 2021, Ningning cùng aespa phát hành đĩa đơn thứ 2 "Forever", một bản làm lại (remake) bài hát cùng tên của Yoo Young-jin được phát hành trong album Winter Vacation in SMTOWN vào năm 2000.
Ngày 17 tháng 5, aespa phát hành đĩa đơn thứ ba "Next Level". Bài hát đã gây tiếng vang lớn cho nhóm và cả Ningning.
Ngày 5 tháng 10, aespa phát hành đĩa mở rộng đầu tay Savage. Đĩa gồm 6 bài hát, bao gồm cả đĩa đơn chính cùng tên. "Savage" là album đầu tiên và album đạt thứ hạng cao nhất của nhóm trên bảng xếp hạng Billboard 200 của Mỹ tại vị trí thứ 20, cũng như album đạt vị trí cao nhất trên bảng xếp hạng Gaon Album Chart của nhóm ở vị trí thứ nhất.
Vào ngày 4 tháng 11, SM Entertainment thông báo aespa sẽ phát hành phiên bản làm lại (remake) của "Dreams Come True" dựa trên bản gốc của nhóm nhạc S.E.S. kết hợp với sự chỉ đạo sản xuất của giám đốc điều hành BoA vào ngày 20 tháng 12.

### Năm 2021: Các hoạt động solo
Trong album ‘2021 Winter SM Town: SMCU Express’, Ningning đã có màn kết hợp cùng với Yeri, Haechan, Chenle và Jisung trong ca khúc ‘Snow Dream 2021’.
Còn trong ‘2022 Winter SM Town: SMCU Palace’, Ningning có cơ hội kết hợp với 2 giọng ca hàng đầu của SM Entertainment là BoA và Wendy trong ca khúc ‘Time After Time’. Cũng trong album này, giọng ca chính của aespa góp giọng trong cakhúc ‘Good to Be Alive’ cùng các tiền bối Hyoyeon, Key, Chen, Johnny, Ginjo, Raiden, Imlay và Mar Vista.
Năm 2022, cô nàng đã phát hành một bản song ca với thành viên cùng nhóm Winter ca khúc "Once Again" là OST cho bộ phim "Our Blues" của đài tvN.
Vào ngày 29 tháng 7 năm 2023, Ningning đã collab với Jay Park trong ca khúc tiếng Trung ‘妳在哪裡 (WYA)’ được biểu diễn trên sân khấu chương trình truyền hình 'The Next Stage 2023' tại quê nhà Trung Quốc.
Ngày 12 tháng 3 năm 2024, Ningning đã phát hành OST ‘Count on Me’ cho bộ phim ‘The Midnight Studio’.
Tại KCON Hồng Kông năm 2024, Planning xuất hiện trên sân khấu với vai trò MC đặc biệt cùng Myung Jae-hyun.

## Hoạt động khác

### Đại sứ thương hiệu
Trước thềm Tết Nguyên Đán 2024, Versace tuyên bố bổ nhiệm Ningning thành Đại sứ toàn cầu mới nhất của hãng. Ningning cũng chính là nữ idol Kpop đầu tiên đảm nhận vai trò quan trọng này ở nhà mốt Versace. Donatella Versace - giám đốc điều hành của Versace - từng bày tỏ sự phấn khích khi NingNing gia nhập đại gia đình Versace. Bà nhấn mạnh, bên cạnh khả năng nghệ thuật đặc biệt, Ningning còn có tính cách sôi nổi và tỏa sáng một cách tự nhiên trong các thiết kế của Versace.

## Đời tư
Trên tạp chí Vogue China hồi tháng 3 năm 2023, Ningning bất ngờ cho biết, cô gặp tình trạng thị lực yếu bẩm sinh, từng phải phẫu thuật điều trị từ nhỏ và hiện tại một bên mắt gần như không thể nhìn thấy. Đó cũng là lý do Ningning luôn đeo kính râm và né tránh ánh đèn flash từ camera.
Ngày 24 tháng 11 năm 2023, khi xuất hiện trong buổi trò chuyện trên kênh YouTube Bam's House do BamBam của GOT7 chủ trì, Ningning đã thừa nhận bản thân mắc chứng rối loạn tăng động giảm chú ý (ADHD) và ảnh hưởng rất nhiều đến cuộc sống hằng ngày cũng như công việc.

## Danh sách đĩa nhạc

### Đĩa nhạc
| Tiêu đề                                                 | Năm  | Thứ hạng | Album                             |
| Tiêu đề                                                 | Năm  | KOR      | Album                             |
| ------------------------------------------------------- | ---- | -------- | --------------------------------- |
| "Snow Dream 2021" (Với Yeri, Haechan, Chenle và Jisung) | 2021 | —        | 2021 Winter SM Town: SMCU Express |
| "Time After Time" (원) (Với BoA và Wendy)               | 2022 | —        | 2022 Winter SM Town: SMCU Palace  |
| "Good to Be Alive" (Với Hyoyeon, Key, Chen và Johnny)   | 2022 | —        | 2022 Winter SM Town: SMCU Palace  |
| "WYA" (妳在哪裡) (Với Jay Park)                         | 2023 | —        | Đĩa đơn không phải album          |
| "-" biểu thị bài hát không được xếp hạng hoặc không có  |      |          |                                   |

### Nhạc phim
| Tiêu đề                                                | Năm  | Thứ hạng | Album                   |
| Tiêu đề                                                | Năm  | KOR      | Album                   |
| ------------------------------------------------------ | ---- | -------- | ----------------------- |
| "Once Again" (Với Winter)                              | 2022 | 119      | Our Blues OST           |
| "Count on Me"                                          | 2024 | —        | The Midnight Studio OST |
| "-" biểu thị bài hát không được xếp hạng hoặc không có |      |          |                         |

## Chương trình truyền hình
| Năm                           | Tên                 | Vai trò                                 | Ghi chú | Tham khảo |
| ----------------------------- | ------------------- | --------------------------------------- | ------- | --------- |
| 2011                          | China Got Talent    | Thí sinh                                | Mùa 2   | [ 17 ]    |
| 2015                          | Let's Sing Kids     | Thí sinh                                | Mùa 3   | [ 17 ]    |
| 2023                          | The Next 2023       | Cố vấn                                  | —       | [ 18 ]    |
| 2024                          | 2024 KCON Hồng Kông | MC đặc biệt (ngày 1) với Myubg Jae-hyun | —       | [ 19 ]    |
| "-" biểu thị không có ghi chú |                     |                                         |         |           |